# جعفرآباد (اندیکا)
جعفرآباد، روستایی از توابع بخش آبژدان شهرستان اندیکا در استان خوزستان ایران است.	

## جمعیت
این روستا در شهر آبژدان قرار دارد و بر اساس سرشماری مرکز آمار ایران در سال ۱۳۸۵، جمعیت آن ۱۰۲۱ نفر (۱۹۶خانوار) بوده‌است.